# Понпейско-трукские языки
Понпейско-трукские (понапеа́нско-тру́кские) языки образуют подгруппу в составе микронезийской группы океанийской ветви австронезийских языков.
Включают 16 языков. Ниже даётся их классификация по Goodenough&Hunt:
- - восточно-трукские языки:
    - северные
      - трукский язык (чуук) — острова Трук
      - паафангский язык — острова Холл

    - мортлокский язык — острова Мортлок
    - *
      - пулуватский язык
      - намонуитский язык

    - мапийский язык (мапия) — вымер, острова Мапия (Папуа, Индонезия)

  - западно-трукские языки:
    - улитийский язык — острова Улити и Нгулу
    - средние
      - волеаи
      - сатавальско-каролинский язык

    - *
      - сонсорольский язык — острова Сонсорол (Палау)
      - тобийский язык — остров Тоби (Палау)